# Herb gminy Sabnie
Herb gminy Sabnie – jeden z symboli gminy Sabnie, ustanowiony 3 maja 2000.

## Wygląd i symbolika
Herb przedstawia na tarczy dzielonej w pas w polu czerwonym srebrną księgę otwartą, a po jej obu stronach dwa złote kłosy zboża, natomiast w polu dolnym na błękitnym tle srebrną podkowę z trzema złotymi krzyżami.